# Маргарет Ліндгольм
Маргарет Астрід Ліндгольм, у шлюбі Ліндгольм-Огден (англ. Margaret Astrid Lindholm Ogden; нар. 5 травня 1952, Берклі, Каліфорнія, США) — американська письменниця, яка працює в жанрі фентезі. З 1983 по 1992 рік писала сучасну фантастику виключно під псевдонімом Меган Ліндгольм. У 1995 році почала використовувати псевдонім Робін Гобб. В даний час публікується під обома псевдонімами. Станом на 2003 було продано понад 1 мільйон копій перших дев'яти романів Робін Гобб.

## Біографія
Маргарет Астрід Ліндгольм народилася у Берклі, штат Каліфорнія, в 1952 році; з 10 років росла у Фербанксі, Аляска. Вона згадує дорослішання у розквіті нафтового буму в Алясці, що призвів до швидкого зростання населення в сільському місті, де вона мешкала. Через брак місць у класі деякі її уроки в середній школі проводилися на сходах. Ліндгольм не подобалося, як урбанізація вторглася в природні стежки навколо її будинку, які вона любила досліджувати, але вона казала, що її дитинство було загалом щасливим, і описувала себе більше як самотню, ніж товариську дитину. Її родина виростила напіввовка Бруно та полювала на північних оленів та лосів; це згодом надихнуло Ліндгольм на створення персонажа-вовка Нічноокого та описів виживання в пустелі. Після закінчення середньої школи Остіна Е. Летропа вона рік навчалася в Денверському університеті, а потім повернулася на Аляску.
У 18 років Ліндгольм одружилася з моряком торгового флоту Фредом Огденом, з яким до цього зустрічалася рік. Пара переїхала на Гаваї; прожили там більше року, але там було надто жарко, щоб акліматизуватися, і повернулися до рідного міста чоловіка Кадьяк, розташованого на краю острова Кадьяк на півдні центральної Аляски. Ліндгольм із задоволенням подорожувала кораблями чоловіка. Вона відзначала, що море було визначним аспектом її життя, що надихало її на цикл "Торговці живих кораблів".  
Опублікувала перший роман у віці 30 років, коли працювала офіціанткою і балансувала між написанням текстів і доглядом за чотирма дітьми, поки її чоловік працював на морі комерційним рибалкою. Сім'я зазнала фінансових труднощів у той час, їхні доходи "цілком залежали від риби та редакторів". Маргарет Ліндгольм описувала свій процес письма так: «Письмо потрапляє в дивні кути. Під час сну, або сидіти біля ванни, писати, або писати, коли діти лягають у ліжко». На початку своєї кар’єри вона також працювала неповний робочий день, зокрема офіціанткою та у доставці пошти. 

### Меган Ліндхольм
Заклинателі Вітрів / The Windsingers (The Ki and Vandien Quartet)
- Політ Гарпії / Harpy's Flight (1983)
- Заклинателі Вітрів / The Windsingers (1984)
- Брама Лімбрета / The Limbreth Gate (1984)
- Удача Коліс / Luck of the Wheels (1989)

Народ Північного Оленя / The Reindeer People (Tillu and Kerlew)
- Народ Північного Оленя / The Reindeer People (1988)
- Брат вовка / Wolf's Brother (1988)

Інші книги
- Чарівник Голубів / The Wizard of the Pigeons (1985)
- Розколоті Копита / Cloven Hooves (1991)
- Чужа Земля / Alien Earth (1992)
- Циган / The Gypsy (1992) (книга написана у співавторстві з Стівеном Брастом)

### Цикл про Елдерлінгів (написаний під псевдонімом Робін Гобб)
Трилогія про Провісників / The Farseer Trilogy
Перший цикл книг про Всесвіт Елдерлінгів. У трилогії розповідається про династію Провісників. Головним героєм є бастард королівського спадкоємця, Провісник Фітц Чіверлі (Fitz Chivalry Farseer), що виріс серед слуг і за наказом діда-короля, з юних років готувався в таємні вбивці. Королівство Шести герцогств переживає тяжкі часи, — король хворий і слабкий, його сини ненавидять один одного, а прибережні поселення королівства страждають від нападів кровожерливих піратів з Островів Божественних Рун, наділених загадковою магією і припливають до берегів Шести Герцогств на червоних кораблях.
- Учень убивці / Assassin's Apprentice (1995)
- Королівський убивця / Royal Assassin (1996)
- Мандри убивці / Assassin's Quest (1997)

Торговці Живих кораблів / The Liveship Traders
Дія романів відбувається через кілька років після подій описаних в циклі «Трилогія Про Провісників», але герої - мешканці південного узбережжя материка і Піратських островів. У центрі сюжету - клан Вестрітів, спадкових морських торговців, власників «живого корабля» Вівація.
- Спадкування/ The Inheritance (2000)
- Повернення Додому / Homecoming (2003)
- Чарівний Корабель / Ship of Magic (1998)
- Божевільний Корабель / The Mad Ship (1999)
- Корабель Долі / Ship of Destiny (2000)

Трилогія про Світлу людину / The Tawny Man Trilogy
Пряме продовження історії бастарда Фітца, події відбуваються через 15 років після подій «Трилогії про Провісників». Фітц Чіверлі живе спокійним життям вдалині від королівських чвар, у які був втягнутий дитиною. Проте все міняється, коли на порозі його будинку з'являється молодий юнак, якого колись Фітц знав як Блазня короля Шрюда. Йому доведеться повернутися назад до замку, щоб врятувати нащадка королівського трону він змов, які точаться в королівстві і знову пригадати, як це - бути вбивцею короля.
- Місія Блазня / Fool's Errand (2002)
- Золотий Блазень / Golden Fool (2003)
- Доля Блазня / Fool's Fate (2003)

Син солдата / Soldier Son
Нова трилогія «Син солдата», яка не пов'язана з попередніми трилогіями і описує життя Невара Бурвіля, другого сина нового лорда в Королівстві Гернія, його підготовку і навчання в королівській академії, тощо.
- Дорога шамана / Shaman's Crossing (2005)
- Лісовий Маг / Forest Mage (2006)
- Магія відступника / Renegade's Magic (2007)

Хроніки Дощових Нетрів / The Rain Wilds Chronicles
Дія відбувається кількома роками пізніше після подій, які описані в серії «Торговці Живих кораблів». Окремі герої трилогії «Торговці Живих кораблів» виступають в нових романах як другорядні персонажі. 
- Охоронець Драконів / Dragon Keeper (2009)
- Гавань драконів / Dragon Haven (2010)
- Місто драконів / City of Dragons (2012)
- Кров драконів / Blood of Dragons (2013)

Трилогія про Фітца і Блазня / The Fitz and the Fool Trilogy
Пряме продовження серії "Трилогія про Світлу людину" дія відбувається через 14 років після подій роману "Доля Блазня." Фітц Чіверлі оселився в Вербовому лісі разом з дружиною та дітьми. Шість Герцогств процвітають під правлінням короля Дьютифула та його матері Кетрікен. Проте колишній наставник Фітца лорд Чейд повідомляє тривожні новини Фітцу: у Баккіпі та його околицях останні кілька років дивні люди шукають чужинців з білою шкірою, що наводить на думку про зниклого 14 років тому Блазня. 
- Вбивця Блазня / Fool's Assassin (2014) - Премія «Ґеффен» (2016)
- Пошуки Блазня / Fool's Quest (11 серпня 2015)
- Доля вбивці / Assassin's Fate (2017)

## Переклади українською
- Робін Гобб. «Учень убивці». Переклад: Ю. В. Єфремов. — Харків: КСД. 2018. 416 стор. ISBN 978-617-12-5410-7
- Робін Гобб. «Королівський убивця. Assassin 2». Переклад: Наталія Михаловська. — Харків: КСД. 2019. 688 стор. ISBN 978-617-12-6189-1
- Робін Гобб. Мандри убивці / пер. з анг. Наталія Михаловська. — Х. : Клуб сімейного дозвілля, 2021. — 928 с. — ISBN 978-617-12-8922-2.